# Wachniwka
Wachniwka (ukr. Вахнівка, pol. hist. Wachnówka) – wieś na Ukrainie w rejonie lipowieckim obwodu winnickiego

## Historia
Miejscowość położona nad rzeką Olszanką w powiecie berdyczowskim, guberni kijowskiej. Należała do dóbr Przyłuka, będących przez kilka wieków w posiadaniu spadkowym ks. Zbaraskich, dalej ks. Wiszniowieckich, następnie Warszyckich, Pociejów, Borzęckich. Ostatnią spadkową dziedziczką Wachnówki była Honorata hr. Borzęcka. Na początku XIX wieku od Borzęckiej nabył Wachnówkę generał Romuald Trzecieski. Fundował on tu kościół katolicki pod wezwaniem Przemienienia Pańskiego.
W 1863 Wachnówkę zamieszkiwało 1782 mieszkańców wyznania prawosławnego, 695 katolików oraz 740 Żydów. Oprócz kościoła katolickiego, w miejscowości znajdowała się też drewniana cerkiew pod wezwaniem Bogarodzicy. Gmina Wachnówka składała się z 9 okręgów (starostw) wiejskich i obejmowała 15 miejscowości.
W połowie XIX wieku większą część Wachnówki nabył Piotr January Gromnicki, marszałek szlachty powiatu berdyczowskiego. Podczas Powstania styczniowego w Wachnówce schronienie znalazł oddział powstańców pod dowództwem Platona Krzyżanowskiego, Władysława Padlewskiego i Leona Czekońskiego, który dzięki wsparciu miejscowej ludności zdołał przegonić pościg rosyjski. Za pomoc powstańcom, Piotr Gromnicki został po upadku powstania uwięziony, a według niektórych źródeł nawet zesłany.
Jeszcze w 1862 Piotr Gromnicki poślubił Ewelinę Kotowicz, córkę Jana i Maksymili z Jastrzębskich. Początkowo majątek Gromnickich Wachnówka miał charakter przede wszystkim rolny, hodowano też krowy rasy czerwonej, krzyżowane z francuską rasą Charolaise oraz owce krzyżowane z mięsną rasą angielską.

## Stadnina anglo-arabska w Wachnówce
Jeszcze za życia Piotra zaczęto w majątku hodowlę koni zaprzęgowych. W 1884 majątek odziedziczył najstarszy syn Piotra i Eweliny Gromnickich – Kazimierz, brat Jana Pawła. W 1888 Kazimierz Gromnicki wraz z żoną Zofią z Zdziechowskich zakupili od Czesława Zdziechowskiego ze Starej Przyłuki, stadninę koni wywodzącą się w dużej mierze ze stadniny Dorożyńskich. W ten sposób Kazimierz rozpoczął w Wachnówce anglo-arabską hodowlę koni, która zdobyła duże uznanie wśród hodowców, a jej przychówek występował w wyścigach w całej Rosji.
W ciągu paru lat stadnina osiągnęła liczbę około 60 koni. W 1901 stadnina posiadała 23 matki stadne, w tym 7 pełnej krwi. W stadninie hodowano przede wszystkim wytrzymałe junkiery, wierzchowce oraz folbluty.
Do najważniejszych koni w stadninie można zaliczyć:
- ogiera Telefon (Trésor-Trompette) – głównego reproduktora w stadninie, który w 1883 zwyciężył gonitwę Cesarzowej w Carskim Siole (rosyjski St. Leger) oraz zajął drugie miejsce we Wszechrosyjskim Derby w Moskwie;
- ogiera Tarok (Telefon-Renta) – najbardziej dochodowego konia stadniny, który podczas całej swojej kariery zarobił na biegach wyścigowych przeszło 65 000 rubli;
- klacze Kopia i Kopiejka (Telefon-Coppelia) – zwyciężczynie wielu wyścigów steeple chase;
- ogiera Elegant (Telefon-Emma) – wygrał prestiżowe wyścigi w Moskwie, pokonując Last Roechampton;
- ogiera Casse Cou (Bohun-Kokietka) – wygrał duży steeple chase w Carskim Siole.

Stadnina wraz z całym majątkim Gromnickich została zniszczona podczas Rewolucji październikowej w 1917. Kazimierz Gromnicki zmarł z powodu ciężkiej choroby w 1931 w Wachnówce w chacie jednego z włościan.

## Urodzeni w Wachnówce
- Kazimierz Gnoiński, pedagog[7]
- Jan Paweł Gromnicki
- Kazimierz Gromnicki